# Neo Gōmanism Manifesto Special – On War
 Neo Gōmanism Manifesto Special - On War (新・ゴーマニズム宣言SPECIAL 戦争論 Shin Gōmanism Sengen Supesharu - Sensō Ron?) es una serie de manga escrita por el artista y mangaka nacionalista japonés Yoshinori Kobayashi. Fue publicado en una serie de tres volúmenes por la editorial Gentōsha como suplemento (de ahí el título de «Special») a la serie Neo Gōmanism (新・ゴーマニズム宣言 Shin Gōmanism Sengen?) publicada por fascículos en la revista SAPIO desde septiembre de 1995 en adelante. La serie ha sido criticada por numerosas personas, por supuestamente «reescribir la historia», incluyendo a personalidades japonesas e incluso medios internacionales como The New York Times y Le Monde.

## Contenido de los libros
- Volumen 1 (publicado 1998-07-10)

Adopta la perspectiva revisionista del autor sobre la Guerra del Pacífico. Fue publicado en el contexto de una disputa feroz entre conservadores e izquierdistas sobre temas como las mujeres de consuelo, la masacre de Nankín, y demás controversias sobre los textos de historia de Japón. Al mismo tiempo, Kobayashi también ejerció como uno de los coordinadores de la Sociedad Japonesa para la Reforma de los Libros de Historia, y, de hecho también tuvo la intención de escribir el Volumen 1 para asistir en la redacción de los libros publicados por dicha Sociedad.
Otro sujeto discutido en el libro es el de los ideales que animaron a Japón a través del siglo XX hasta llegar a los eventos de la guerra del Pacífico. Con el objetivo de negar el extremo nacionalismo y militarismo anteriores a la guerra, argumenta que el Japón de la posguerra sólo ha sido capaz de reconocer la guerra del Pacífico en una luz negativa, y afirma fuertemente las proezas valientes de los soldados patrióticos de Japón, argumentando además que Japón luchó por la liberación de Asia y de los países colonizados en general, y que invadió colonias occidentales y en ningún caso países independientes y libres (ver Esfera de Coprosperidad de la Gran Asia Oriental).
- Volumen 2 (Sensō Ron 2) (publicado en octubre de 2001)

El Volumen 2 se vio fuertemente influenciado por los atentados del 11 de septiembre de 2001, los cuáles habían sucedido entonces el mes anterior. Kobayashi haceun comentario inflamatorio respecto al terrorismo de al-Qaeda, "¿Fue realmente un acto de terrorismo", y describe la guerra contra el terrorismo como confrontación entre los terroristas y la fuerza económica, fuerza militar y egotismo de una nación (concretamente los Estados Unidos), y enfatiza la importancia de los ideales y los principios morales de la guerra, antes de enlazar esto de nuevo con su afirmación inicial respecto a la guerra del Pacífico.
A pesar de que es más bien una digresión del curso principal del libro, enlaza el 1995 ataque de gas sarín en el metro de Tokio con los ataques suicidas del 9/11, y repite la (no inusual) opinión de muchos críticos de asuntos militares, de cómo la formación de organizaciones terroristas fue posiblemente un resultado de la conclusión de la Guerra Fría.
- Volumen 3 (Sensō Ron 3) (publicado en julio de 2003)

El volumen concluyente de la serie, recapitulando sobre los contenidos de los volúmenes 1 y 2, mientras que añade nuevas opiniones sobre los ideales y principios morales de la guerra, también repite los argumentos de volúmenes previos, reconsidera el punto de vista afirmado sobre la Guerra del Pacífico, critica las acciones del ejército de EE.UU. en la Guerra de Irak como tiránicas, y también ataca la obediencia ciega del japonés moderno en la actitud proestadounidense.

## Lista de capítulos
- Volumen 1
  - Personas que piensan que la paz viene sin un precio (平和をサービスと思う個人, Heiwa o Sābisu to Omou Kojin)
  - Insípidas generalizaciones (en el diálogo nacional de la historia japonesa) que simplemente siguen la corriente (空気に逆らえぬだけの個のない論調, Kūki ni Sakaraenu Dake no Ko no Nai Ronchō)
  - Una explicación para los jóvenes sobre la vieja Gran Guerra de Japón (若者のためにスケールのデカい日本の戦争の説明, Wakamono no tame ni Sukēru no Dekai Nihon no Sensō no Setsumei)
  - El Individualismo de las personas lavadas de cerebro por (las opiniones actualmente aceptadas) del Tribunal Penal Militar Internacional para el Lejano Oriente (東京裁判洗脳されっ子の個人主義, Tōkyō Saiban Sennō-sarekko no Kojin-shugi)
  - La nieve cae en una Isla del Sur (南の島に雪が降る, Minami ningún Shima ni Yuki ga Furu)
  - El Nacimiento del Individuo Ético (倫理ある個の芽生え, Rinri aru Ko no Mebae)
  - El Espíritu de las Unidades de Ataque Especiales japonesas (los supuestos "Kamikazes") (特攻精神, Tokkō Seishin)